# Julian Fałat
Julian Fałat (Tuligłowy cerca de Leópolis, 30 de julio de 1853 -Bystra Śląska, 19 de julio de 1929) fue uno de los pintores polacos de acuarela más prolíficos, así como uno de los principales impresionistas de Polonia. 
Estudió en la Academia de Bellas Artes de Cracovia, y luego en la Academia de Arte de Múnich. Después de varios viajes por Europa y Asia en 1885, Fałat realizó varios estudios de sus viajes que se volverían útiles en sus trabajos posteriores. Son típicos de las pinturas de Fałat los paisajes polacos, escenas de caza, retratos y estudios de sus viajes. 
En 1886 aceptó una invitación del emperador alemán Guillermo II para servir como pintor de la corte en Berlín.
Fałat murió en Bystra Śląska el 19 de julio de 1929. De sus tres hijos, Kazimierz continuó pintando en acuarela; algunos de sus trabajos fueron saqueados durante la ocupación y aparecen ocasionalmente en algunos remates.